# Deutsche Bank Park
Pour les articles homonymes, voir Waldstadion.
Le Deutsche Bank Park (auparavant Waldstadion) est un stade allemand de football situé à Francfort-sur-le-Main dans le Land de Hesse en Allemagne.
Depuis 1925, c'est le domicile du Eintracht Francfort du Championnat d'Allemagne de football. Le Deutsche Bank Park a une capacité de 58 000 places (avec 20 000 places debout) pour le football, 53 800 pour le football américain et jusqu'à 55 000 pour les concerts. De plus, le stade dispose d'espaces VIP tels que 74 suites et 2 000 sièges de classe affaires.

## Histoire
Le 21 mai 1925, 30 000 spectateurs assistèrent à l'ouverture du Waldstadion par le maire de la ville, Ludwig Landmann. Au cœur de la crise économique, le stade est inauguré sur le site d'un ancien champ de tir.
Le premier grand événement a été la finale du championnat d'Allemagne de football le 7 juin 1925, avec la victoire du 1. FC Nuremberg (1-0) sur le FSV Francfort. C'était alors une enceinte de 25 000 places. Cette capacité passe rapidement à 55 000 places en 1937 puis à 81 000 places à la fin des années 1950.
Au cours de la Seconde Guerre mondiale, il a été utilisé pour les cérémonies politiques du Parti Nazi.
Déjà rénové pour accueillir la Coupe du monde de football de 1974, le Waldstadion connaît une nouvelle rénovation pour la Coupe du monde de football de 2006 et peut donc accueillir 48 132 spectateurs en configuration FIFA (places assises exclusivement).
Les travaux de reconstruction débutèrent officiellement le 17 juin 2002, c'est-à-dire après la fin de la saison. Malgré le chantier, les rencontres eurent lieu normalement. Pour que cela soit possible, la reconstruction a été réalisée en cinq phases et le coût s'éleva à près de €126 millions d'euros. L'inauguration du stade rénové se déroula le 15 juin 2005 avec le match d'ouverture de la Coupe des Confédérations (Allemagne contre Australie).
Le contrat de sponsoring avec la Commerzbank s'arrêtant le 30 juin 2020 et n'étant pas reconduit, à partir de cette date et jusqu'au 30 juin 2027 le nouveau nom du stade sera Deutsche Bank Park.

## Événements sportifs
- Muhammad Ali vs. Karl Mildenberger, 10 septembre 1966
- Coupe d'Allemagne de football, 1966, 1969, 1976, 1982, 1984
- Coupe du monde de football de 1974
- Finale retour de la Coupe UEFA, 21 mai 1980
- Supercoupe d'Allemagne, 1987, 1988
- Championnat d'Europe de football 1988
- Coupe d'Europe des nations d'athlétisme 1991
- World Bowl 1998
- World Bowl 2000
- Finale de la Coupe UEFA féminine 2002
- Coupe des confédérations 2005
- Coupe du monde de football de 2006
- Finale de la Supercoupe de Turquie de football, 30 juillet 2006
- World Bowl 2007
- Finale du Championnat d'Europe de football américain, 31 juillet 2010
- Coupe du monde féminine de football 2011
- Championnat d'Europe de football 2024
- Finale de la Ligue Europa 2027

### Coupe du monde de football 1974
| Date           | Heure (HNEC) | Équipe 1 | Score | Équipe 2             | Tour                | Spectateurs |
| -------------- | ------------ | -------- | ----- | -------------------- | ------------------- | ----------- |
| 13 juin 1974   | 17 h         | Brésil   | 0 - 0 | Yougoslavie          | 1er tour, Groupe II | 59 000      |
| 18 juin 1974   | 19 h 30      | Écosse   | 0 - 0 | Brésil               | 1er tour, Groupe II | 62 000      |
| 22 juin 1974   | 19 h 30      | Écosse   | 1 - 1 | Yougoslavie          | 1er tour, Groupe II | 56 000      |
| 30 juin 1974   | 16 h         | Pologne  | 2 - 1 | Yougoslavie          | 2e tour, Groupe B   | 58 000      |
| 3 juillet 1974 | 16 h 30      | Pologne  | 0 - 1 | Allemagne de l'Ouest | 2e tour, Groupe B   | 62 000      |

### Championnat d'Europe de football 1988
| Date         | Heure (HNEC) | Équipe 1   | Score | Équipe 2         | Tour     | Spectateurs |
| ------------ | ------------ | ---------- | ----- | ---------------- | -------- | ----------- |
| 14 juin 1988 | 20 h 15      | Italie     | 1 - 0 | Espagne          | Groupe 1 | 47 506      |
| 18 juin 1988 | 15 h 30      | Angleterre | 1 - 3 | Union soviétique | Groupe 2 | 48 335      |

### Coupe des confédérations 2005
| Date         | Heure (HNEC) | Équipe 1  | Score | Équipe 2  | Tour     | Spectateurs |
| ------------ | ------------ | --------- | ----- | --------- | -------- | ----------- |
| 15 juin 2005 | 21 h         | Allemagne | 4 - 3 | Australie | Groupe A | 46 466      |
| 22 juin 2005 | 20 h 45      | Grèce     | 0 - 0 | Mexique   | Groupe B | 31 285      |
| 29 juin 2005 | 20 h 45      | Brésil    | 4 - 1 | Argentine | Finale   | 45 591      |

### Coupe du monde de football 2006
Le Waldstadion a accueilli des rencontres de la Coupe du monde 2006.
| Date             | Heure (HNEC) | Équipe 1     | Score | Équipe 2  | Tour            | Spectateurs |
| ---------------- | ------------ | ------------ | ----- | --------- | --------------- | ----------- |
| 10 juin 2006     | 15.00        | Angleterre   | 1 - 0 | Paraguay  | Groupe B        | 48 000      |
| 13 juin 2006     | 15.00        | Corée du Sud | 2 - 1 | Togo      | Groupe G        | 48 000      |
| 17 juin 2006     | 15.00        | Portugal     | 2 - 0 | Iran      | Groupe D        | 48 000      |
| 21 juin 2006     | 21.00        | Pays-Bas     | 0 - 0 | Argentine | Groupe C        | 48 000      |
| 1er juillet 2006 | 21.00        | Brésil       | 0 - 1 | France    | Quart de finale | 48 000      |

### Coupe du monde féminine de football 2011
| Date            | Heure (HNEC) | Équipe 1           | Score             | Équipe 2   | Tour        | Spectateurs |
| --------------- | ------------ | ------------------ | ----------------- | ---------- | ----------- | ----------- |
| 30 juin 2011    | 20 h 45      | Allemagne          | 1 - 0             | Nigeria    | Groupe A    | 48 817      |
| 6 juillet 2011  | 18 h         | Guinée équatoriale | 0 - 3             | Brésil     | Groupe D    | 35 859      |
| 13 juillet 2011 | 20 h 45      | Japon              | 3 - 1             | Suède      | Demi-finale | 45 434      |
| 17 juillet 2011 | 20 h 45      | Japon              | 2 - 2 (3 - 1 tab) | États-Unis | Finale      | 48 817      |

### Championnat d'Europe de football 2024
La Frankfurt Arena a accueilli des rencontres de l'Euro 2024.
| Date             | Heure (HNEC) | Équipe 1  | Score             | Équipe 2   | Tour               | Spectateurs |
| ---------------- | ------------ | --------- | ----------------- | ---------- | ------------------ | ----------- |
| 17 juin 2024     | 18.00        | Belgique  | 0 - 1             | Slovaquie  | Groupe E           | 45 181      |
| 20 juin 2024     | 18.00        | Danemark  | 1 - 1             | Angleterre | Groupe C           | 54 000      |
| 23 juin 2024     | 21.00        | Suisse    | 1 - 1             | Allemagne  | Groupe A           | 46 685      |
| 26 juin 2024     | 18.00        | Slovaquie | 1 - 1             | Roumanie   | Groupe E           | 54 000      |
| 1er juillet 2024 | 21.00        | Portugal  | 0 - 0 (3 - 0 tab) | Slovénie   | Huitième de finale | 46 576      |

## Concerts
- Concert de Madonna (Who's That Girl Tour), 22 août 1987
- Concert de Michael Jackson (Dangerous World Tour), 28 août 1992, 60.000 spectateurs
- Concert de Madonna (Sticky & Sweet Tour), 9 septembre 2008
- Concert de Depeche Mode (Tour of the Universe), 12 juin 2009
- Concert de U2 (U2 360° Tour), 10 août 2010
- Concert de Rihanna (Anti World Tour), 17 juillet 2016
- Concert de Coldplay (A head full of Dreams Tour), 30 juin 2017 / 1er juillet 2017
- Rockin'1000, 7 juillet 2019
- Concerts de Rammstein (Stadium Tour), 13 juillet 2019 et 11 / 12 / 13 juillet 2024
- KPOP.FLEX, 14 mai 2022[3]
- Concert de Beyonce, ( QUEEN B) Renaissance world tour, Le 24 juin 2023